# Klaus Brähmig

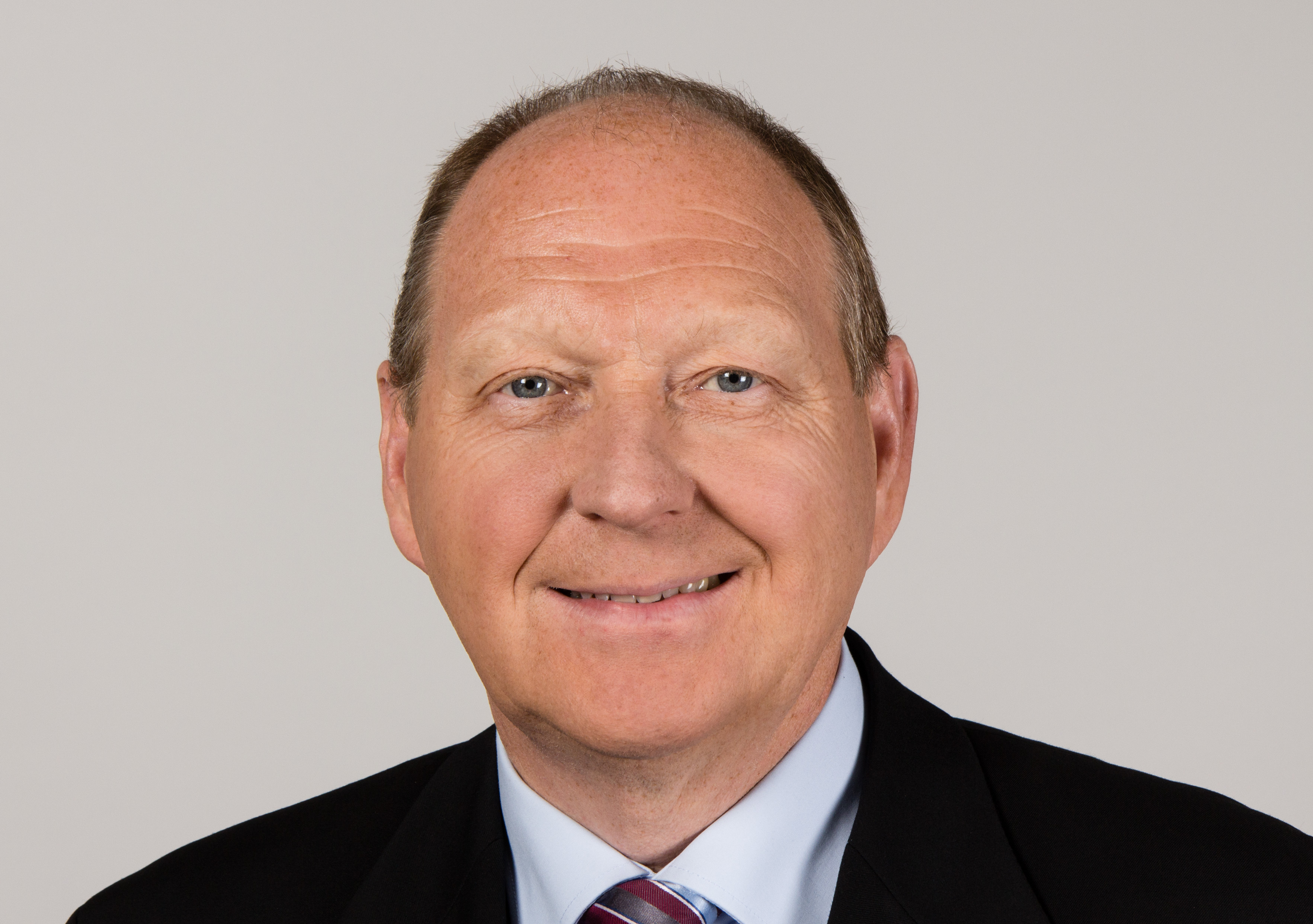
Klaus Brähmig (2014)

Klaus Peter Brähmig (* 1. August 1957 in Königstein/Sächsische Schweiz) ist ein deutscher Politiker. Er war von 1990 bis 2017 Mitglied des Deutschen Bundestages.

## Leben und Beruf
Nach dem Besuch der Polytechnischen Oberschule (POS) in Papstdorf absolvierte Brähmig von 1974 bis 1977 eine Lehre zum Elektroinstallateur in Pirna und leistete anschließend bis 1978 seinen Wehrdienst bei der Nationalen Volksarmee ab. Von 1980 bis 1983 durchlief er die Ausbildung zum Handwerksmeister bei der Handwerkskammer Dresden.
Brähmig ist evangelisch, verheiratet und Vater einer Tochter.

## Partei
Brähmig war ab Januar 1990 Mitglied der CDU und gehörte dem Vorstand des Kreisverbandes Sächsische Schweiz an. Im Oktober 2020 trat er aus der Partei aus.

## Abgeordneter
Von 1990 bis 2017 war Brähmig Mitglied des Deutschen Bundestages. Hier  war er von 1998 bis 2009 Vorsitzender der Arbeitsgruppe Tourismus der CDU/CSU-Bundestagsfraktion. Von 2009 bis 2015 war er Vorsitzender des Tourismusausschusses des Deutschen Bundestages. Seit 2016 war er stellvertretender Vorsitzender desselben. 
Klaus Brähmig ist stets als direkt gewählter Abgeordneter des Wahlkreises Pirna – Sebnitz – Bischofswerda und seit 2002 des Wahlkreises Sächsische Schweiz – Osterzgebirge in den Bundestag eingezogen. Bei der Bundestagswahl 2017 unterlag er in seinem langjährigen Wahlkreis der damaligen AfD-Parteivorsitzenden Frauke Petry.
Bei der Bundestagswahl 2021 trat er als Einzelbewerber im Wahlkreis Sächsische Schweiz – Osterzgebirge an und erhielt 4,8 % der Erststimmen.

## Auszeichnungen
- Am 20. April 2018 wurde Klaus Brähmig das Große Goldene Ehrenzeichen für Verdienste um die Republik Österreich verliehen.[3]
- Am 16. Juni 2018 erhielt Klaus Brähmig in Ostróda das Goldene Ehrenzeichen der Landsmannschaft Ostpreußen.[4]